# البريد الأفغاني
البريد الأفغاني هو المنظمة البريدية الوطنية لجمهورية أفغانستان. لديها مكاتب في جميع المحافظات الـ 34 في أفغانستان ، وهي تقترب من وجود مكاتب في جميع المقاطعات البالغ عددها 364 مقاطعة . البريد الأفغاني مسؤول عن تقديم خدمات البريد السريع في أفغانستان. من الملاحظ أن معظم المنازل في أفغانستان ، وخاصة في الأحياء القديمة والمناطق الريفية ، لا تزال تفتقر إلى عناوين الشوارع. يمكن استخدام الأسماء والأوصاف الأخرى بدلاً من عناوين الشوارع.
تأسست أفغانستان لأول مرة خدمة البريد في عام 1870 ، حيث تلقت الاعتراف الدولي. في أواخر السبعينيات ، تطورت لتصبح واحدة من أقوى الخدمات البريدية الإقليمية ، قادرة على إرسال واستقبال الرسائل من أي مكان في العالم. خلال التسعينيات ، تم تعليق الخدمة البريدية الأفغانية بسبب حرب أهلية في البلاد. يعني إرسال رسالة عادة الحاجة إلى العثور على شخص يسافر في اتجاه المستلم على استعداد لحمل مذكرة والأمل في الأفضل. بدأت تتطور تدريجياً في منتصف العقد الأول من القرن العشرين أثناء إدارة كرزاي . لقد تحول البريد الأفغاني إلى إدارة واعدة.

## روابط خارجية
- الموقع الرسمي
- مكتب بريد أفغانستان يبدأ الخدمات عبر الإنترنت